# Heliactis alba
Heliactis alba is een zeeanemonensoort uit de familie Hormathiidae. De anemoon komt uit het geslacht Heliactis. Heliactis alba werd in 1847 voor het eerst wetenschappelijk beschreven door W. P. Cocks in Johnston. 